# Фторид вольфрама(V)
Фторид вольфрама(V) — неорганическое соединение, 
соль вольфрама и плавиковой кислоты с формулой WF5,
жёлтые кристаллы.

## Получение
- Восстановление фторида вольфрама(VI):

{\displaystyle {\mathsf {2WF_{6}+H_{2}\ {\xrightarrow {}}\ 2WF_{5}+2HF}}}

## Физические свойства
Фторид вольфрама(V) образует жёлтые кристаллы.

## Химические свойства
- Диспропорционирует при нагревании:

{\displaystyle {\mathsf {2WF_{5}\ {\xrightarrow {50^{o}C}}\ WF_{4}+WF_{6}}}}